# Blankensee (Mittenwalde)
Blankensee ist ein Gemeindeteil von Mittenwalde im Landkreis Uckermark (Brandenburg). Das im Hochmittelalter angelegte Dorf fiel spätestens im 15. Jahrhundert wüst. Die heutige Siedlung wurde in der zweiten Hälfte des 17. Jahrhunderts etwas weiter nördlich neu angelegt. Die ursprüngliche Dorfstelle ist durch eine mittelalterliche Kirchenruine markiert. Blankensee war im 19. Jahrhundert im Besitz von Achim von Arnim und seines Sohnes Friedmund. Auch Achims Frau Bettina von Arnim wohnte bei Besuchen im alten Herrenhaus in Blankensee, das allerdings 1979 abgerissen wurde. Das neue Herrenhaus (Schloss) dagegen ist erhalten geblieben.

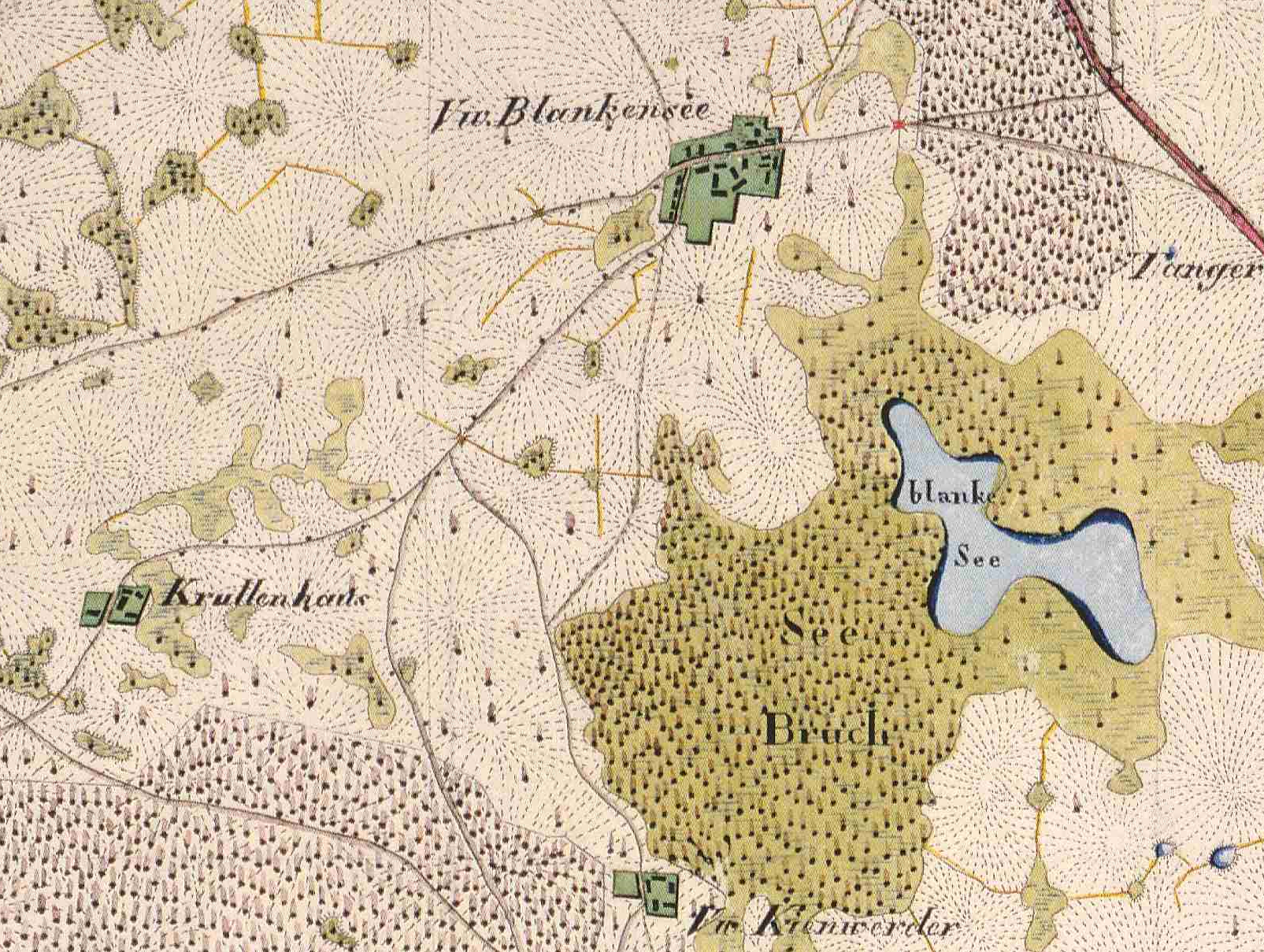
Blankensee, Kienwerder und Krullenhaus (abgeg.), Gemeindeteile von Mittenwalde, Lkr. Uckermark, Brandenburg, Ausschnitt aus dem Urmesstischblatt 2848 Gerswalde von 1826

## Lage
Blankensee liegt knapp drei Kilometer nordöstlich vom Ortskern von Mittenwalde und ist über eine Verbindungsstraße direkt von Mittenwalde aus zu erreichen, oder über einen Abzweig der östlich vorbei führenden L 24. Der Ort liegt auf 76 m ü. NHN.

## Geschichte
Blankensee wurde im Landbuch Kaiser Karls IV. von 1375 erstmals urkundlich genannt. Der Ort wurde nach dem heute verlandeten Blankensee südöstlich des Ortes benannt. Der Name ist abgeleitet von mnd. blank = glänzend, hell, weiß, blank. Nach der Dorfstruktur handelt es sich um eine Gutssiedlung.
Das Landbuch Kaiser Karls IV. beschreibt Blankensee wie folgt:

„Blankense 60 mansi. Quilibet dat 1 talentum in pactum et non plus. Ad dotem iacent 4 mansi. Henryg Sueryng habet 6 mansos ad curiam sub cultura. Rudghert de Rode habet 5 mansos liberos ad curiam sub cultura. Wedego de Bentz habet 7 mansos liberos sub cultura. Henning Kratz habet 3 mansos liberos ad curiam sub cultura. Jurgen Cule 4 mansos liberos ad curiam sub cultura. Henning de Stegelitz habet pactum super 8 mansos. Rudghart predictus habet pactum super 2 mansos. Wedegho de Bentz habet pactum super 4 mansos. Claus Luschow cum suis patruis habet pactum super 10 mansos. Musheym habet 2 mansos. Ex hiis mansis sunt 6 in possessione, alii sunt desolati demptis liberis. Taberna dat 1 talentum, quod Ebyl Swanenbeke tollit. Costenworde 30, quelibet area dat 1 solidum. In hac villa dant pullos fumigales, demptis qui colunt mansos. Ex hiis areis sunt 25 in possessione, alie sunt desolate. Prope villam iacet 1 stagnum nomine Blankense super quod sunt 4 tractiones sagene, idem stagnum pertinet Henningo Suerynge. Prope villam iacet ager in 2 locis, qui dicuntur Campe, dantos 41 pullos. Item sunt 4½ costenlande in possessione, de quibus dant 54 pullos, 7½ solidos. Nota quod in secundo anno 2 mansi sunt facti desolati.“

Nach diesen Abgaben hatte Blankensee 60 Hufen, davon vier Pfarrhufen. Henryg Sueryng hatte sechs (freie?) Hufen zu seinem Hof in Bebauung und ihm gehörte der See (Blankensee). Im See durfte er vier Garnzüge fischen. Rudghert de Rode hatte fünf freie Hufen unter dem Pflug. Wedego de Bentz hatte sieben freie Hufen, Henning Kratz drei freie Hufen, und ein Jurgen Cule hatte vier freie Hufen. Also insgesamt 25 freie Hufen. Die Pacht von acht (Bauern-)Hufen ging an Henning de Stegelitz, Rudghart de Rode hatte die Pacht von zwei Hufen, Wedegho de Bentz hatte die Pacht von vier Hufen, Claus Luschow mit seinen Onkeln hatte die Pacht von 10 Hufen und Musheym hatte (die Pacht?) von zwei Hufen (oder doch freie zwei Hufen?), also insgesamt 26 Pachthufen (?). Von den Pachthufen waren allerdings nur sechs bebaut, die anderen lagen wüst. Addiert man freie Hufen, Pfarrhufen und Pachthufen zusammen ergeben sich – im Widerspruch zur Angabe im Landbuch – allerdings nur 55 Hufen. Der Krug gab ein Talent an Ebyl Swanenbeke. Von den 30 Kossätenwörden waren 25 besetzt, die anderen fünf waren wüst. Jede der (bebauten) Kossätenwörden gab ein Schilling und ein Rauchhuhn. Beim Dorf lag an zwei Orten Acker, genannt Campe, von dem 41 Hühner gegeben werden musste. Außerdem waren 4½ Kossätenländer in Bebauung, von denen 54 Hühner und 7½ Schillinge gegeben werden musste. Vor zwei Jahren waren zwei Hufen wüst gemacht worden. Bald darauf muss das ganze Dorf ganz wüst gefallen sein. Das Schossregister von 1450 erwähnt das Dorf nicht mehr.
1461 erwarben die von Arnim eine Hälfte von Blankensee von Lippolt und Achim von Holzendorff. Vermutlich besaßen sie schon eine Hälfte. 1472 erhielten Henning, Achim, Claus, Hans und Berndt von Arnim einen Gesamtlehenbrief vom markbrandenburgischen Kurfürsten Albrecht Achilles über diverse Güter in der Uckermark, u. a. auch mit Blankensehe, ein wuste dorff mit allem rechte, weide und holczung. Nach dem Wechsel in manu dominante, also dem Regierungsantritt des markbrandenburgischen Kurfürsten Johann Cicero erhielten Henning von Arnim (der Alte) auf Gerswalde, Claus und Hans von Arnim auf Zichow und Biesenthal sowie Berndt, Lippolt und Heinrich von Arnim Brüder und Vettern in Zehdenick erneut einen Gesamtlehenbrief und die Bestätigung ihrer Lehen. Darin wird auch Blannckensehe, eine wuste dorpstede, mit allem rechte, nichts uthgenomenn genannt. Da Blankensee damals noch zu Gerswalde gehörte dürfte Henning von Arnim der Besitzer von Blankensee bzw. der wüsten Feldmark gewesen sein. Auch der Gesamtlehenbrief von 1602 führt noch die wuste dorfstette zue Blankensehe auf." Der besagte Gesamtlehenbrief von den markbrandenburgischen Kurfürsten war über diverse Güter in der Uckermark ausgestellt, nicht nur mit Blankensehe, ein wuste dorff mit allem rechte, weide und holczung. 1507 verkaufte ein Stephan Klinkebyl die (damals) wüste Dorfstätte Buchholz. In diesem Zusammenhang wird auch die angrenzende Feldmark Blankensee erwähnt. Über ein Dorf wird nichts berichtet.
1536, 1571 un 1602 wird Blankensee erneut als wüste Dorfstätte erwähnt. 1626 wurde das Lehngut Gerswalde verpfändet. Ausgenommen von der Verpfändung war die Holzung Uhlenhorst. 1675 gehörte die Holzung Uhlenhorst zum Lehengut Suckow der von Arnim. 1689 erfolgte eine Grenzvisitation der Prenzlauer Heide, bei der auch Gerswalde und Blankensee genannt wird. Vermutlich existierte in Blankensee zu dieser Zeit bereits ein Vorwerk. 1712 fand erneut eine Grenzvisitation zwischen Kuhz, Mittenwalde, Uhlenhorst und der Prenzlauer Heide statt. 1714 gehörte das Vorwerk Blankensee, oder auch der Uhlenhorst genannt, zum von Arnim'schen Lehngut Gerswalde. 1734 wohnten im Vorwerk Uhlenhorst vier Häuslinge, zwei Schäfer, elf Knechte und eine Magd. 1745 gehörten zum Gut Blankensee zwei Meiereien oder Kuhpächtereien, eine ist sicher Kienwerder. Mit der anderen ist entweder das Vorwerk Blankensee selber gemeint oder evtl. auch Herrenstein, die im Schmettauschen Kartenwerk als Pachterey bezeichnet wird.
Otto XII von Arnim (1682–1748) auf Gerswalde erhielt 1717 noch einen Gesamtlehenbrief. Er war zweimal verheiratet; in erster Ehe mit Sophie von Eickstedt, in zweiter Ehe 1727 mit Anne Louise von Arnim aus dem Hause Fredenwalde. Aus den zwei Ehen hatte er sieben Söhne, die jeweils Teile des riesigen Besitzes per Los erhielten. Lediglich der älteste Sohn erhielt das Hauptgut Gerswalde ohne Losentscheid.
- Christof Otto, Gerswalde
- Ludolf Valentin von Arnim (1707–1758), der zweite Sohn Ottos, der es in der preußischen Armee bis zum Major brachte, erhielt Blankensee, Gruse und Werder.
- Bogislav Berndt (1712–1783) erhielt die Vorwerke Petznick, Dolgen und das Dorf Jakobshagen
- Valentin Dietlof (1716–1802) erhielt die Vorwerke Fergitz und Zollchow, und eine Hälfte vom Dorf Zollchow
- Otto (1729–1783) das Gut Lemmersdorf und die Prenzlauer Mühlenpächte
- Magnus Wilhelm (1733–1810) erhielt die Vorwerke Böckenberg und Berkenlatten
- der jüngste Sohn Joachim Erdmann (1741–1804) erhielt die Vorwerke Neudorf, Kölpin und das Dorf Kaakstedt.

Ludolf Valentin von Arnim (1707–1758) konnte 1756 das Vorwerk Kreuzkrug vom Kaufmann Matthias Mohr hinzu erwerben. Unter seiner Ägide wurde auch das Vorwerk Wolfinsprung (bei Kreuzkrug) aufgebaut. Er war mit Dorothea Sophia von Arnim verheiratet. Aus der Ehe gingen ein Sohn hervor, der aber als Kleinkind starb und die Tochter Ottilie Henriette Sophie. Am 4. April 1758 starb er in Liegnitz. Die Lehngüter fielen an seine Brüder. Sein Allodialgut ging an seine Frau und seine Tochter. Durch den Erbrezess vom 23. April 1759 erhielt Valentin Dietloff von Arnim (1716–1802) das Rittergut Blankensee.
1752 gab es ein Hoflager bei Groß Blankensee und Klein Blankensee (= Kienwerder). Blankensee wird dabei als Vorwerk mit einer Ziegelei bezeichnet. 1756/57 hatte das Rittervorwerk eine jährlich Aussaat von 6 1/6 Wispel 1. und 2. Klasse bzw. 10 19/24 Wispel reduziert auf die 1. Klasse. 1761 war das Vorwerk durch Räumung weiterer Flächen auf 21 Wispel Aussaat vergrößert worden. 1775 ist Blankensee Rittersitz, Vorwerk und Schäferei mit 17 Büdnern und Einliegern und 14 Feuerstellen, davon acht in Familienhäusern. Blankensee hatte damals 94 Einwohner. 1790 lebten in Blankensee der Gutsbesitzer und seine Familie, ein Verwalter und sechs Einlieger. Insgesamt gab es neun Feuerstellen. 1795 war die Ziegelei eingestellt worden. 1801 hatte das Gut acht Feuerstellen und 11 Einlieger. Zum Gut gehörten 400 Morgen Holzung, für die ein Förster zuständig war.
1761 gehörten zum Rittergut Blankensee, das Vorwerk Kienwerder und die kleinen Rittervorwerke Gruse, Kreuzkrug, Werder und Wolfinsprung. Valentin Dietloff von Arnim war Kammergerichtsrat und Dekan des Domkapitels in Brandenburg an der Havel, und außerdem Vorsitzender der Verordneten der Kurmärkischen Landschaft. Von 1766 bis 1776 hatte er Grenzstreitigkeiten mit den Bauern von Klosterwalde, deren Feldmark an das Vorwerk Gruse grenzte. 1772 prozessierte er mit seinem Pächter Henckel auf Blankensee. 1774 war er in einen Prozess mit dem folgenden Pächter Hoer auf Blankensee verwickelt; Hoer wurde als Querulant abgewiesen. Dessen Witwe führte den Prozess aber bis 1801 weiter. Valentin Dietloff hatte am 13. März 1749 Beate Lucretia von Lüskow geheiratet, die Tochter des Balthasar Erdmann von Lüskow und der Juliane Hedwig von Zastrow. Aus der Ehe gingen acht Kinder hervor, vier Söhne und vier Töchter. Die vier Töchter Beate Juliane Luise, Amalie Dorothea, Henriette Sophie und Eleonore Lucretia blieben unverheiratet. Ein Sohn starb als Kleinkind, ein zweiter Sohn Bogislav Bernd Valentin als Fähnrich in der preußischen Armee mit 17 Jahren. Der älteste Sohn Otto Dietlof Albrecht wird in der älteren Literatur als blödsinnig beschrieben; er blieb unverheiratet und starb 1806 in Blankensee. Kammergerichtsrat Valentin Dettloff/Dietloff von Arnim war schon 1802 auf Blankensee gestorben.
Das Gut Blankensee erbte der jüngere Sohn des Valentin Dietloff, Carl Christof Joachim (1764–1821). Er war Rittmeister im Kürassier-Regiment Nr. 2 von Schleinitz und nahm 1804 seinen Abschied als Major. Er war zweimal verheiratet, in erster Ehe mit Albertine von Corwin-Wiersbitzki, und in zweiter Ehe mit deren Schwester Wilhelmine, Töchter des Generalmajors Georg Ludwig von Corwin-Wiersbitzly und der Julia Sophie von Grävenitz adH Schilde. Aus beiden Ehen gingen keine Kinder hervor. Er starb am 20. März 1821 ohne Leibeserben und seine Güter fielen an seine Vettern. Aus dem Nachlass von Obristen Curt Heinrich Gottlieb von Arnim in Sternhagen († 1800) hatte die Gerswalder Linie derer von Arnim halb Zollchow und Krullenhaus geerbt. Diese Güter blieben zunächst in gemeinsamen Besitz.

### 19. und 20. Jahrhundert
1821 war auch Erdmann Christof Albrecht von Arnim, Besitzer des Gutes Petznick gestorben, auch er ohne Leibeserben. Am 1. Oktober 1821 wurde die Teilung des Lehnsnachlasses des Majors Carl Christoph Joachim von Arnim (1764–1821) auf Blankensee eingeleitet. Diese Erbschaft wurde zusammen mit dem Gut Blankensee und dem Sternhagener Nachlass verteilt. Insgesamt waren noch sechs Erbberechtigte am Leben,
- Carl Ludolf Bernhard von Arnim auf Gerswalde, Sohn des Christof Otto, der Gerswalde erhalten hatte. Er erbte Kienwerder, das er gegen Zollchow vertauschte.
- Carl Heinrich Joachim (1763–1827), Friedrich Wilhelm Erdmann (1766–1852) und Ferdinand August Valentin (1768–1847), die Söhne des Magnus Wilhelm (1733–1810) auf Böckenberg. Carl Heinrich Joachim erbte Zollchow, und vertauschte es gegen Kienwerder,[14] Friedrich Wilhelm Erdmann (1766–1852) erbte Kreuzkrug und Ferdinand August Valentin erbte Petznick.
- Carl Otto Ludwig (Pitt) und Carl Joachim Friedrich Ludwig (Achim), die Söhne des Joachim Erdmann (1741–1804), erhielten aus der Erbmasse Blankensee und Krullenhaus.

Am 1. Juli 1825 wurden Blankensee und Krullenhaus an die Brüder Carl Otto Ludwig von Arnim und Ludwig Achim von Arnim überwiesen. Sie beließen die Güter in der Verpachtung. Achim von Arnim verheiratete sich mit Bettina von Brentano, mit der er sieben Kinder hatte. Carl Otto Ludwig blieb unverheiratet. Er hatte aber einen unehelichen Sohn, der den Namen Carl Ludwig Arnhold, später geadelt Arnhold von Dannenberg. Das Lehenerbe fiel an die Kinder des Achim und seiner Frau Bettina. Das Allodialerbe aber erbte Carl Ludwig Arnhold von Dannenberg, der verheiratet war und auch Kinder hatte.
1840 gab es in Blankensee neben dem Rittergut schon zehn Wohnhäuser. 1860 waren es dann elf Wohnhäuser und 20 Wirtschaftsgebäude, darunter auch eine Ölmühle und eine Schmiede. In der Schmiede arbeiteten ein Schmiedemeister und sein Gehilfe. Um 1900 standen dann 12 Wohnhäuser in Blankensee.
| Jahr      | 1734 | 1774 | 1790 | 1801 | 1817 | 1840 | 1858 | 1871 | 1895 | 1925 |
| Einwohner | 42   | 94   | 80   | 115  | 106  | 101  | 156  | 167  | 143  | 170  |

Nach dem Gothaischen Genealogisches Taschenbuch bildete sich aus dem Haus Gerswalde dann fast eigenständige genealogische Zweige für Blankensee, und für Wiepersdorf, welche beide auch im Erbe teils verbunden blieben. Nach dem frühen Tod des Achim von Arnim-Blankensee-Wiepersdorf 1831 erbte sein Sohn Anton Friedmund Nepomuk von Arnim (1815–1883) die regionalen Güter um Templin (Blankensee, Krullenhaus, Neudorf und Kölpin). 1840 bezog er das alte Herrenhaus und kündigte nach und nach die Pachtverträge und bewirtschaftete die Güter selber. Vermutlich in diesem Zusammenhang ist auch ein Prozess von Friedmund von Arnim gegen den Pächter Kiek von Blankensee im Jahr 1846 sehen. Friedmund von Arnim verlobte sich 1860 mit Maria von Trott zu Solz und ließ dazu das neue Herrenhaus erbauen. Am 20. Juli 1861 heiratete er Maria von Trott zu Solz, die jedoch schon am 5. Oktober 1865 bei der Geburt ihres zweiten Kindes starb. Nach dem Tod seiner Frau zog Freimund wieder in das Verwalterhaus und ließ das Schloss verfallen. Nach seinem Tod 1883 übernahm der jüngere Sohn Freimund Alarich Ottmar Eberhard von Arnim (Ottmar) von Arnim (1864–1929) Blankensee und setzte auch das Schloss wieder in Stand. 1892 heiratete er Amöne Auguste Klementine Luise von Trott zu Solz, Tochter des Königlich-Preußischen Kammerherrn Bodo von Trott zu Solz und seiner zweiten Frau Agnes geb. von Trott zu Solz a. d. H. Solz.
Nach dem Handbuch des Grundbesitzes im Deutschen Reiche von 1896 hatte Blankensee eine Gesamtgröße von 630 Hektar. Davon waren 425 Hektar Ackerland, 100 Hektar Wiesen, 75 Hektar Wald, 25 Hektar Unland und 5 Hektar Wasser. Das Güter-Adreßbuch für die Provinz Brandenburg von 1914 gibt die Größe dagegen mit 587 Hektar an, davon 374 Hektar Ackerland, 126 Hektar Wiesen, 21 Hektar Weiden, 52 Hektar Wald, 12 Hektar Unland und 2 Hektar Wasser. Der Tierbestand betrug mit Krullenhaus zusammen 49 Pferde, 180 Stück Rindvieh, davon 60 Kühe, 900 Schafe und 200 Schweine. Der Grundsteuerreinertrag betrug 6523 Mark.
Letzter Grundbesitzer des Gutes Blankensee mit Krullenhaus wurde nach den Genealogischen Handbüchern des Adels Friedrich-Achim von Arnim. Er war von 1931 bis 1940 mit Else von Simson (1907–2007), verheiratet, Tochter des Geheimen Oberregierungsrates Dr. jur. Ernst von Simson und der Martha Oppenheim. Else lebte mit ihrem Sohn Ernst-Erdmann von Arnim lange in Oxford. Ursache der Scheidung war u. a. die jüdische Herkunft von Else. Friedrich-Achim von Arnim-Blankensee heiratete dann 1942 in zweiter Ehe Ruth Schmitz, Tochter eines Generaldirektors Otto Schmitz. Sie haben eine Tochter Vik(c)toria Amöne Sybill von Arnim, geboren in Blankensee 1943, heutige Gräfin Hahn von Burgsdorff.

### Neuzeit
In der Bodenreform nach dem Zweiten Weltkrieg wurden 1948 754 Hektar enteignet und aufgeteilt. 441 Hektar gingen an 58 landlose Bauern und Landarbeiter, 253,5 Hektar an 29 Umsiedler und 29,5 Hektar an die Gemeinde. 1957 bildete sich die erste LPG Typ I mit sechs Mitgliedern. Schon ein Jahr später wurde die LPG in den Typ III umgewandelt; nun hatte sie schon 23 Mitglieder mit 350 Hektar landwirtschaftlicher Nutzfläche. 1960 hatte die LPG Blankensee 95 Mitglieder und bewirtschaftete 656 Hektar Nutzfläche. 1967 wurde die LPG Kienwerder an die LPG in Blankensee angeschlossen. 1976 wurde die LPG Blankensee an die LPG Haßleben angeschlossen. Innerhalb der LPG Haßleben bildete Blankensee die Abteilung Blankensee. Nach der deutschen Wiedervereinigung sind Nachfahren der Familie von Arnim, Victoria Gräfin Hahn von Burgsdorff, geborene von Arnim-Blankensee, und ihr Mann Clemens Hahn Graf Burgsdorff, mit Familie und den nahen Verwandten, in die alte Heimat zurückgekehrt.

## Kommunale Geschichte
Blankensee war seit seiner (Wieder-)Begründung immer Rittergut bzw. später Gutsbezirk. Daneben gab es keine bäuerliche Gemeinde. Zur Zeit der Mark Brandenburg gehörte Blankensee zur Uckermark bzw. mit Ausbildung der Kreisverfassung zum Uckermärkischen Kreis. Das benachbarte Vorwerk Krullhaus bildete bis etwa 1860 einen eigenen Gutsbezirk, wurde dann aber an den Gutsbezirk Blankensee angegliedert.
Mit Bildung der Amtsbezirke 1874 wurde Blankensee dem Amtsbezirk No.4 Gerswalde zugewiesen. Amtsvorsteher war Rittergutsbesitzer von Arnim auf Gerswalde. Stellvertreter war Amtmann Kolbe auf Krohnhorst.
1928 wurden der Gutsbezirk Mittenwalde mit Pappelwerder, der Gutsbezirk Blankensee, das Gut Kienwerder vom Gutsbezirk Petznick, das Gut Seeburg des Gutsbezirks Ruhhof, und Parzellen der Gemarkung Seeburg des Gutsbezirks Kröchlendorff zur Gemeinde Mittenwalde vereinigt. Blankensee war 1931 und 1957 Wohnplatz von Mittenwalde. 1964 und 1971 wird es als Ortsteil bezeichnet.
1992 schloss sich Mittenwalde mit neun anderen Gemeinden zum Amt Gerswalde zusammen. Seither wird Blankensee als Gemeindeteil von Mittenwalde behandelt.

## Kirchliche Zugehörigkeit
Blankensee war im Mittelalter Mutterkirche, wie die vier Pfarrhufen (1375) zeigen. Es gehörte damals zum Bistum Kammin. 1722 war Blankensee nach Gerswalde eingekircht; es war noch keine Kirche vorhanden. Seit 1745 und dem Bau der Dorfkirche war Blankensee Tochterkirche von Herzfelde. Eingekircht nach Blankensee waren Krullenhaus und Kienwerder. Außerdem gehörten zu Blankensee bzw. mussten in Blankensee zur Kirche gehen, die Bewohner der Vorwerke Petznick, Klein Dolgen, Groß Dolgen, Kalkofen, Gruse, Werder, Kreuzkrug, Achimswalde, und Neudorf. Das Patronat hatten die von Arnim auf Blankensee.

## Denkmale und Sehenswürdigkeiten
Die Denkmalliste des Landes Brandenburg für den Landkreis Uckermark verzeichnet vier Baudenkmale in Blankensee:
- Nr. 09130563 Dorfkirche Blankensee. Die kleine, rechteckige Fachwerkkirche hat keinen Turm, dafür einen Vorbau über dem Südeingang. Nach dem Dehio stammt sie aus dem 18. Jahrhundert. Der Kanzelaltar trägt die Wappen und Namen von Otto von Arnim und seiner zweiten Frau Anne Louise von Arnim, die er 1727 geheiratet hatte. Ein Zinnteller wurde 1736 von ihm gestiftet. Ein Kelch hat die Jahreszahl 1745. Die Glocken tragen ebenfalls die Jahreszahl 1745. Die Kirche ist also vor 1745 entstanden.
- Nr. 09130564 Wüste Kirche (Ruine)(Lage:). Nach dem Dehio handelt es sich um die Kirche des im Dreißigjährigen Krieg zerstörten Dorfes Uhlenhorst. Ein Dorf Uhlenhorst hat es aber dort nicht gegeben.[2] Es handelt sich um die Kirche des mittelalterlichen Dorfes Blankensee.[31][32]
- Nr. 09130565 Blankensee 10 Herrenhaus. Der Putzbau auf quadratischem Grundriss wurde 1860/62 von Friedmund von Arnim errichtet (nicht 1869 wie im Dehio!) (vgl. Reisinger,[33] und Arnim & Arnim, 2002[34]). Das frühere Herrenhaus, ein Fachwerkbau aus dem Anfang des 19. Jahrhunderts beim Schloss, in dem sich auch Bettina von Arnim aufhielt, wurde 1979 abgerissen.
- Nr. 09130936 Blankensee 23 Wirtschaftsgebäude (Ölmühle)

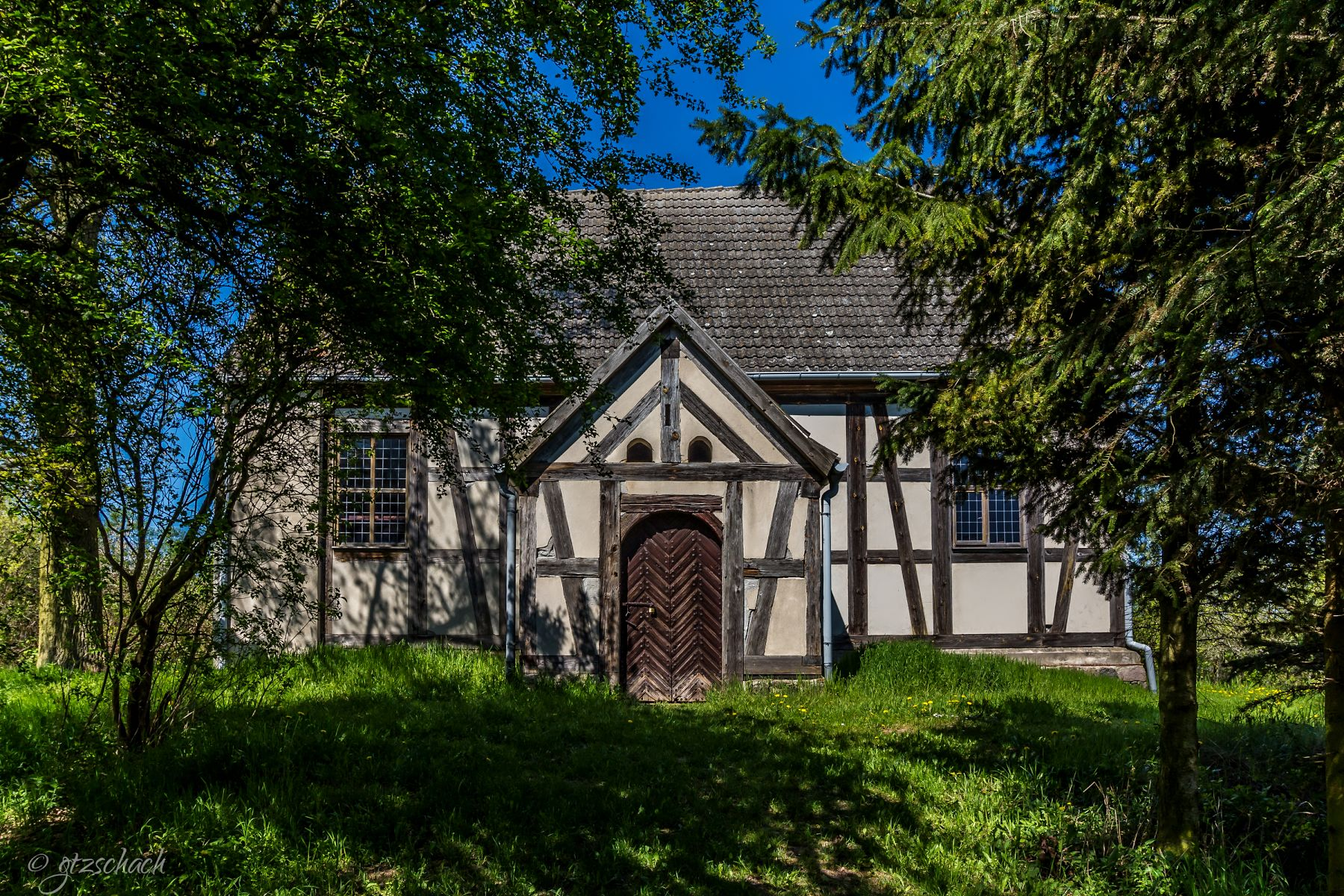
Dorfkirche Blankensee